# 合会県
合会県（ごうかい-けん）は、中華人民共和国山西省にかつて存在した県。現在の呂梁市嵐県北西部に相当する。
621年（武徳4年）に設置され、623年（武徳6年）に廃止された。